# فرودگاه کاتم
فرودگاه کاتم (به انگلیسی: Cottam Airport) یک فرودگاه خصوصی است که یک باند فرود چمن دارد و طول باند آن ۶۱۰ متر است. این فرودگاه در کشور کانادا قرار دارد و در ارتفاع ۱۹۴ متری از سطح دریا واقع شده‌است.